# Carl Ohnesorg
Carl Ohnesorg (1867-1919) fou un compositor alemany.
No hi pràcticament dades d'aquest compositor. Se sap que va compondre les òperes següents: Die Bettlerin von Pont des Arts (1899); i Die Gauklerin (Riga, 1905).